# Sakubin
Sakubin (arab. ‏سقوبين‎) – miasto w Syrii, w muhafazie Latakia. Pobliskie miejscowości obejmują Baksa i al-Kandżara na północy, Sittmarchu na północnym wschodzie i Burj al-Qasab na północnym zachodzie. W 2004 roku liczyło 6379 mieszkańców. Jego mieszkańcy to głównie alawici.